# Studierendenwerk Mannheim
Das Studierendenwerk Mannheim ist als Studentenwerk eine öffentlich-rechtliche Einrichtung in der Rechtsform einer Anstalt des öffentlichen Rechts, die verschiedene Dienstleistungen für die rund 25.000 Studierenden an der Universität Mannheim, der Technischen Hochschule Mannheim, der Dualen Hochschule Baden-Württemberg Mannheim (DHBW Mannheim), der Staatlichen Hochschule für Musik und Darstellende Kunst Mannheim und der Popakademie Baden-Württemberg anbietet.
Dazu gehören Wohnmöglichkeiten mit rund 3000 Wohnplätzen, Verpflegung in Mensen und Cafeterien, Beratungsangebote, Kinderbetreuung und Unterstützung bei der Studienfinanzierung, wie z. B. BAföG. Es ist auch als erstes deutsches Studierendenwerk klimaneutral zertifiziert.